# Ozarba sciaptera
Ozarba sciaptera là một loài bướm đêm trong họ Noctuidae.